# Asaf Simhoni

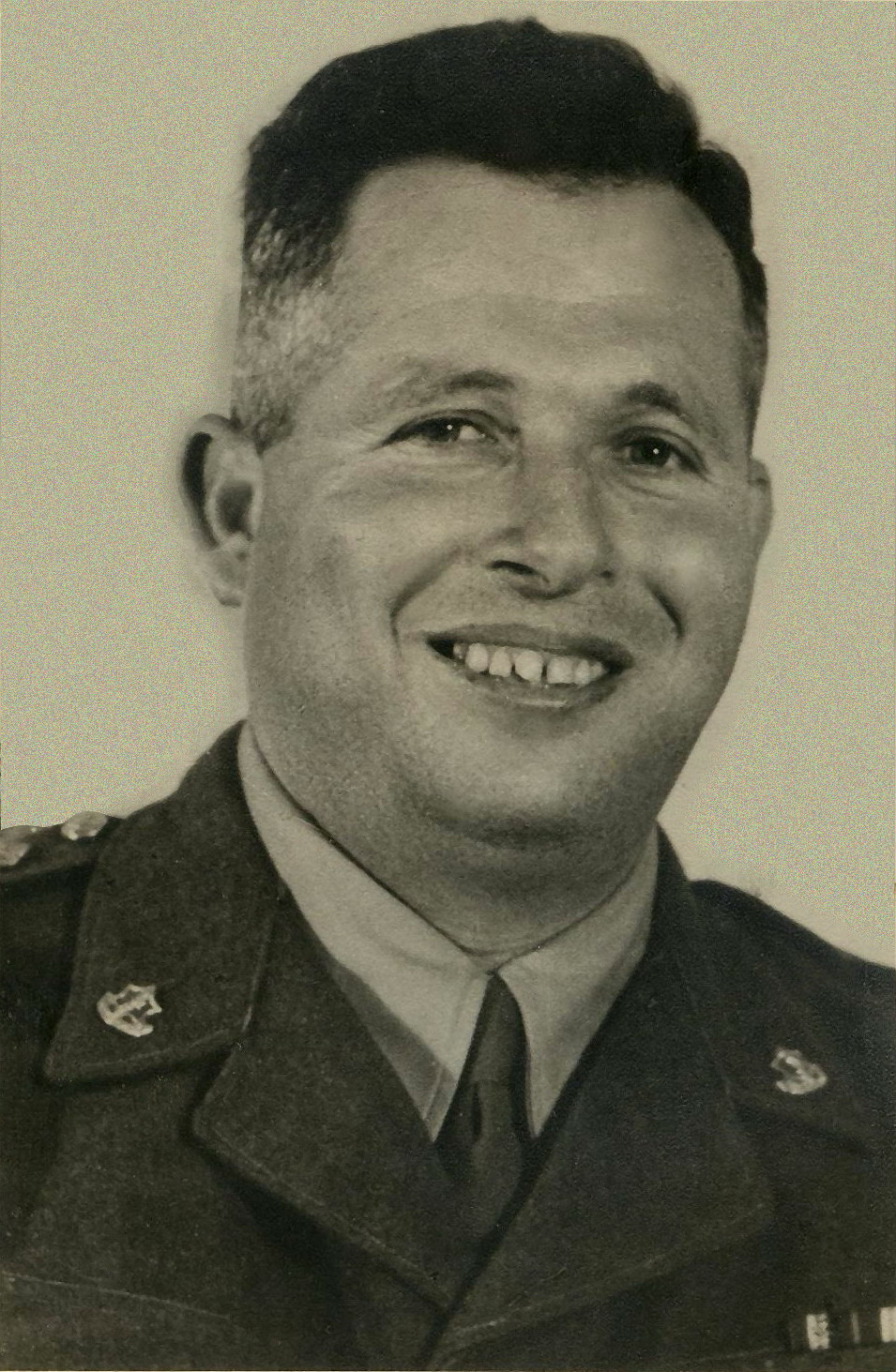
Asaf Simhoni (1953)

Asaf Simhoni (Alternativname: Asaf Simchoni; hebräisch אסף שמחוני Assaf Simchōnī; * 6. Oktober 1922 in Nahalal, Mandatsgebiet Palästina; † 6. November 1956 bei der Festung Adschlun, Jordanien bei einem Flugzeugabsturz) war ein israelischer Generalmajor der Verteidigungsstreitkräfte IDF, der unter anderem zwischen 1952 und 1954 Kommandeur des Nordkommandos sowie zugleich der Golani-Brigade, von 1954 bis 1956 stellvertretender Leiter der Direktion Operationen des Generalstabes sowie zuletzt 1956 Kommandeur des Südkommandos war.

## Leben

### Familiäre Herkunft, Arabischer Aufstand und Palästinakrieg

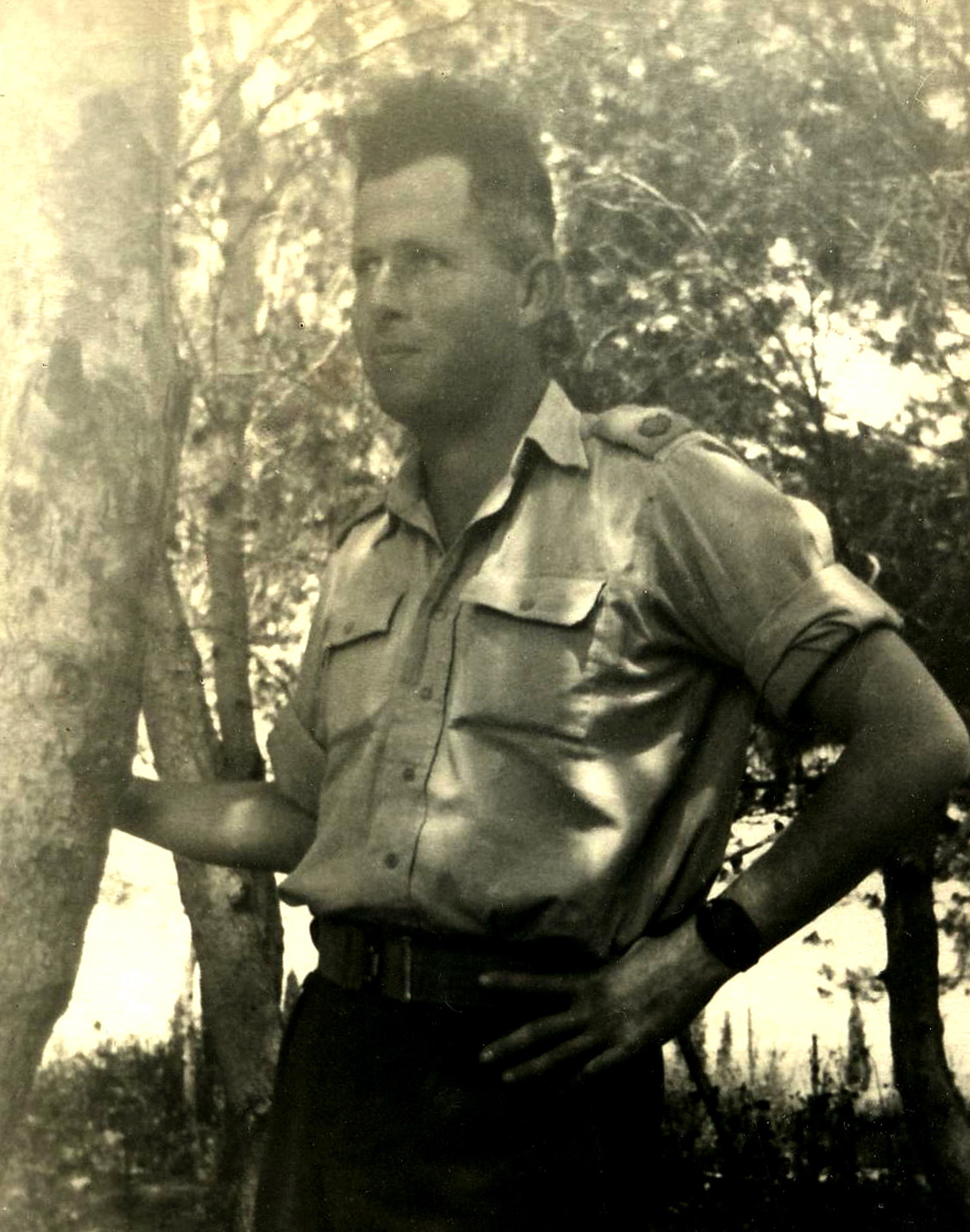
Simhoni als Kommandeur des 1. Bataillons der Yiftach-Brigade (1948).

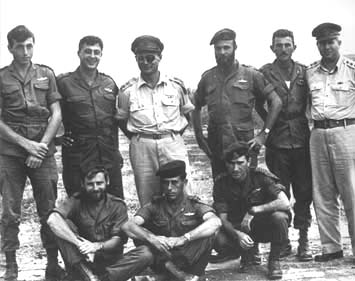
Offiziere des 890. Fallschirmjäger-Bataillons mit Generälen 1955 – oben: Leutnant Meʾir Har-Zion, Major Arik Scharon, Generalleutnant Mosche Dajan, Hauptmann Dani Matt, Leutnant Moshe Efron, Generalmajor Asaf Simhoni, unten: Hauptmann Aharon Davidi, Leutnant Yaʿaqov Yaʿaqov, Hauptmann Rafael Eitan.

Asaf Simhoni war der Sohn von Mordechai Simhoni und der späteren Knesset-Abgeordneten Yehudit Simhonit (1902–1991), die als Bauern in der jüdischen Kolonie „Sde-Manuha“ in Südrussland und in Cherson lebten. Die Familie schloss sich der Pionierbewegung an und wanderte während der dritten Alija 1921 nach Palästina aus, wo sie bei der Gründung des Moschav Nahalal halfen, einer genossenschaftlich organisierten ländlichen Siedlung. Als er neun Jahre alt war, zog die Familie 1931 in den Kibbuz Tel Yosef in der Jesreelebene und er besuchte die En-Charod-Gemeinschaftsschule. Er verließ die Schule nach der zehnten Klasse und schloss sich als Sechzehnjähriger während des Arabischen Aufstandes in Palästina (1936–1939) 1938 der zionistischen paramilitärischen Untergrundorganisation Hagana an. Kurz nach deren Gründung am 19. Mai 1941 schloss er sich der Palmach an, der Elitetruppe der Hagana, und beteiligte sich an der Invasion Syriens und der Sabotage hinter den feindlichen Linien gegen Verbündete des Deutschen Reiches. In den kommenden Jahren nahm er an Einsätzen in der Jesreelebene und in der Wüste Negev teil.
Er wurde 1945 Kommandeur des Jugendkorps Gadna in Haifa und beteiligte sich an Kampfaktionen gegen die britischen Truppen im Mandatsgebiet Palästina, da diese zur Einhaltung strikter Quoten die Alija Bet, die illegale Einwanderung, zu verhindern suchten. Während der auch „Black Sabbath“ genannten Operation Agatha, einer groß angelegten Polizei- und Militäraktion der britischen Mandatsregierung gegen die jüdischen Organisationen Jewish Agency, Hagana, Palmach, Lechi und Irgun Zvaʾi Leʾummi am Samstag, 29. Juni 1946, wurde er verhaftet und in Rafah inhaftiert. Nach seiner Haftentlassung arbeitete er zunächst im Kibbuz Tel Yosef und kehrte während des Bürgerkriegs im Mandatsgebiet, dem Guerillakrieg im Mandatsgebiet vom 30. November 1947 bis 15. Mai 1948, zur Hagana zurück. Er wurde erst Kompaniechef sowie anschließend Kommandeur des 1. Bataillons der Yiftach-Brigade und nahm an Kampfeinsätzen in Galiläa, Gilboa, Emeq haMaʿejanot, der Schlacht von Mischmar haEmek (4. bis 15. April 1948) sowie der Operation Matateh (4. Mai 1948) gegen die Arabische Befreiungsarmee von Fausi al-Kawukdschi teil.

### Kommandeur des Nord- und Südkommandos, Suezkrise und Tod

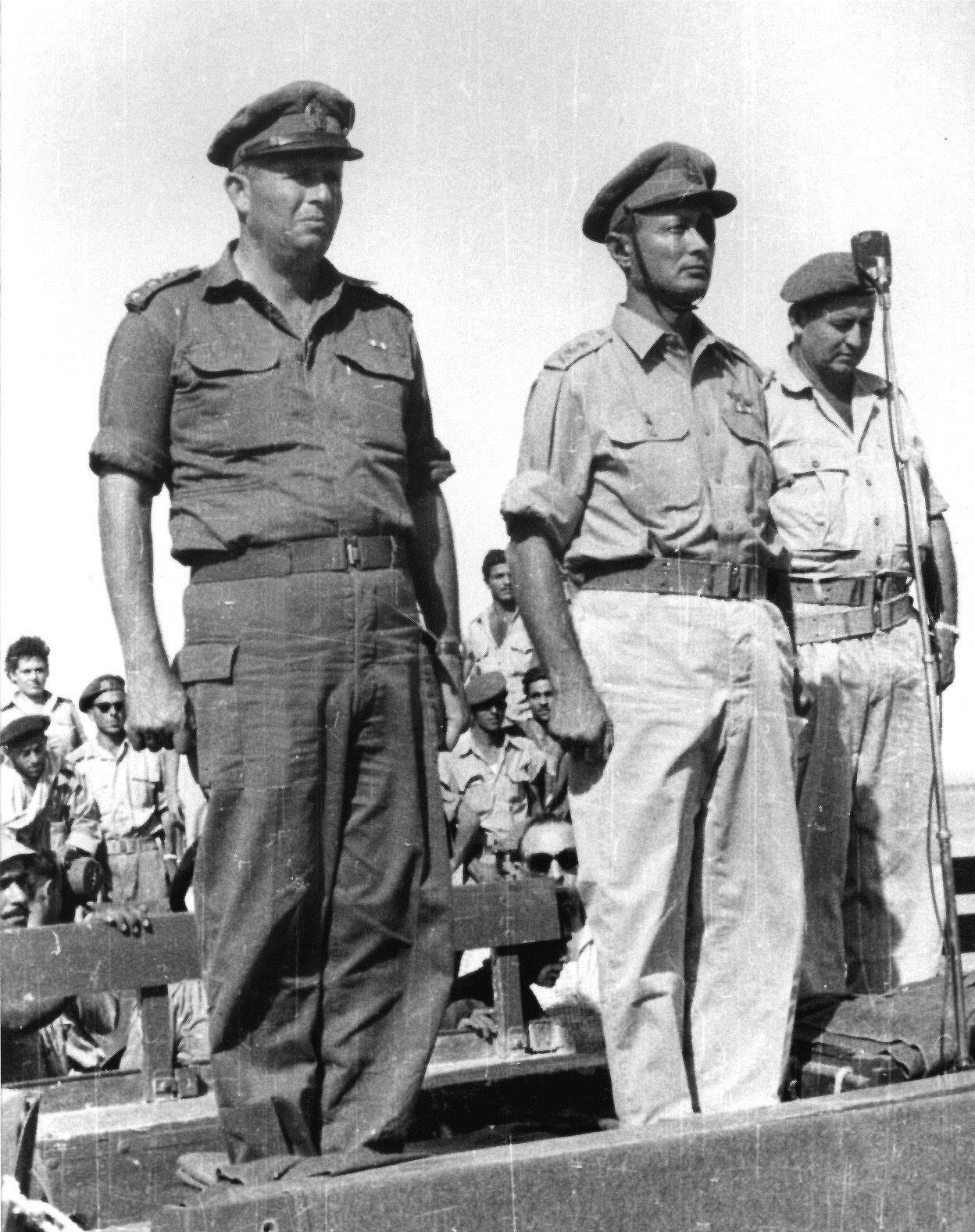
Asaf Simhoni (links) mit Generalstabschef Mosche Dajan und dem Kommandeur der 9. Brigade, Avraham Joffe (4. November 1956).

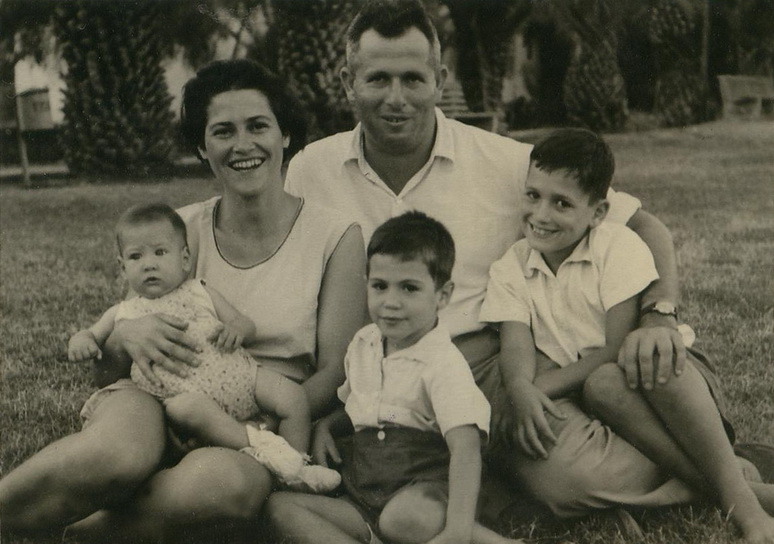
Asaf Simhoni mit seiner Ehefrau Delilah Aisrzon und den drei Söhnen Yoav, Avner und Yiftah Tel-Yosef.

Nach der Gründung Israels am 14. Mai 1948 und der Verteidigungsstreitkräfte IDF am 31. Mai 1948 wurde Simhoni zunächst Major (Rav-Seren) und nahm im weiteren Verlauf des Palästinakrieges nach der Intervention der arabischen Armeen (15. Mai 1948 bis 20. Juli 1949) unter anderem an der Operation Yiftach (28. April bis 23. Mai 1948), der Operation Dani (9. bis 19. Juli 1948), der Operation GYS (27. Juli bis 2. August 1948), der Operation Avak (23. August bis 21. Oktober 1948), der Operation Joʾav (15. bis 22. Oktober 1948) sowie zahlreichen weiteren Gefechten bei Safed, Bet Scheʾan, Lod und Ramla teil. Bei der Parlamentswahl am 25. Januar 1949 wurde er zwar zum Mitglied der Verfassunggebenden Versammlung gewählt, legte sein Mandat allerdings nieder. Zum Ende des Krieges wurde er im April 1949 zum Oberstleutnant (Sgan Aluf) befördert und Kommandeur der Yiftach-Brigade sowie 1950 zum Oberst200px|AsafA (Aluf Mischne) befördert und stellvertretender Kommandeur der Regimentsschule.
1952 wurde Asaf Simhoni Nachfolger von Mosche Dajan als Kommandeur des Nordkommandos und verblieb auf diesem Posten bis zu seiner Ablösung durch Moshe Tzadok 1954. Zugleich löste er 1952 Meir Amit als Kommandeur der Golani-Brigade und hatte auch diese Funktion bis 1954 inne, woraufhin Issachar Shadmi ihn ablöste. Während dieser Zeit wurde er für einige Zeit beurlaubt, um seine Reifeprüfung Bagrut nachzuholen und ein Studium an der Hebräischen Universität Jerusalem zu beginnen. Daraufhin löste er 1954 Ilan Meyer als stellvertretender Leiter der Direktion Operationen des Generalstabes ab und war in dieser Funktion bis zu seiner Ablösung durch Meir Zorea 1956 Vertreter der damaligen Leiter der Direktion Operation, Generalmajor Yosef Avidar (22. Dezember 1953 bis 15. Februar 1955), Meʾir Amit (23. Februar bis 28. Mai 1955) und Chaim Laskow (28. August 1955 bis 24. Juli 1956). Im Februar 1956 begann er im Vereinigten Königreich einen Lehrgang für höhere Offiziere, musste diesen allerdings im August 1956 abbrechen und wurde wiederum als Nachfolger von Meir Amit Kommandeur des Südkommandos.
Als solcher nahm Simhoni ab dem 29. Oktober 1956 am Suezkrieg teil und leitete die ersten erfolgreichen Angriffe auf der Sinai-Halbinsel. Nach einer Parade in Scharm asch-Schaich im Beisein von Generalstabschef Mosche Dajan und dem Kommandeur der 9. Brigade, Avraham Joffe, am 4. November 1956 wollte er am 6. November 1956 von at-Tur zum Militärflugplatz Ramat David fliegen, um seine Familie in Tel Yosef und Gewa zu besuchen. Sein Flugzeug stürzte allerdings aufgrund der Wetterbedingungen bei der Festung Adschlun in Jordanien ab, wobei er ums Leben kam. Er wurde danach auf dem Militärfriedhof auf dem Herzlberg beigesetzt. Aus seiner am 8. Juni 1943 geschlossenen und 1952 geschiedenen Ehe mit Delilah Aisrzon gingen die drei Söhne Yoʾav, Avner und Yiftah Tel-Yosef hervor.
Ministerpräsident und Verteidigungsminister David Ben-Gurion verlieh ihm posthum den Rang eines Generalmajors (Aluf) und hielt die Trauerrede, während Staatspräsident Salman Schasar ihm zu Ehren ein Gedicht mit dem Titel „Lemfadhan Mespad“ verfasste. 1961 wurde ihm zu Ehren eine Militärbibliothek an der Universität Tel Aviv eröffnet, die als Militärlehrstuhl an der dortigen geisteswissenschaftlichen Fakultät dienen sollte. In mehreren Städten wie Jerusalem, Beʾer Scheva, Netanja, Ramat Gan und Kirjat Ata Straßen nach ihm benannt wurden.

## Hintergrundliteratur
- Meʾir Finkel: Studies in Generalship. Lessons from the Chiefs of Staff of the Israel Defense Forces, 2021, ISBN 978-0-8179-2476-8 (Onlineversion (Auszug))